# Linnéa Lindquist
Linnéa Magdalena Lindquist, född 2 februari 1982 i Skön församling i Västernorrlands län, även känd som Rektor Linnéa, är en svensk rektor, debattör och författare som främst är inriktad på att lyfta barn i utanförskapsområden.
År 2020 kom hennes bok En tickande bomb: en bok om skolsegregation. Hennes rapport Nyckeln till grundskolans finansiering gavs ur 2022. År 2023 gav hon ut boken Att vända en skola – en rektors erfarenheter. Den handlar om hur hon arbetat för att vända en trend där elever lärde sig läsa alldeles för sent och "halkar efter i undervisningen, en hög omsättning bland lärarna, rörigt i klassrummen och våld mellan eleverna" på Hammarkullsskolan i Göteborg. När Expressen listade Årets kvinnor 2023 hamnade hon på plats 25 av 100. Sedan september 2023 är hon fristående kolumnist på Expressens ledarsida.